# Nina Simonovič-Efimova
Nina Jakovlevna Simonovič-Efimova (in russo Нина Яковлевна Симонович Ефимова?; San Pietroburgo, 9 gennaio 1877 – Mosca, 24 febbraio 1948) è stata una pittrice e burattinaia sovietica.

## Biografia
Dopo gli studi iniziali con il cugino Valentin Aleksandrovič Serov, proseguì la sua formazione all'Académie Colarossi di Parigi. Frequentò gli studi di Eugène Carrière e di Elizaveta Sergeevna Kruglikova, poi tornò in patria, dove frequentò lo studio di Elizaveta Nikolaevna Zvanceva e la Scuola di pittura, scultura e architettura di Mosca.
Dal punto di vista pittorico fu legata all'associazione Mir iskusstva. Quadri come Su Montmatre (1910) e Maidan (1911) sono conservati nella Galleria Tret'jakov. Si cimentò anche nella produzione di silhouette e di illustrazioni per libri d'infanzia, ma è particolarmente nota per aver fondato il Teatro dei burattini di Mosca assieme a suo marito Ivan Semënovič Efimov, che mise in scena spettacoli di marionette in canna e di ombre incentrati sui racconti di Hans Christian Andersen, Ivan Andreevič Krylov e altri autori.